# 1892 w literaturze
Wydarzenia literackie w 1892 roku.

## Nowe książki
- polskie
- zagraniczne
  - The Adventure of the Speckled Band – sir Arthur Conan Doyle
  - The American Claimant – Mark Twain
  - Barrack-Room Ballads poezje m.in. Gunga Din – Rudyard Kipling
  - The Conquest of Bread – Piotr Kropotkin
  - Klęska – Émile Zola
  - Pani Branican – Jules Verne
  - Szczygli zaułek – George Bernard Shaw
  - Tkacze – dramat Gerharta Hauptmanna
  - Wachlarz lady Windermere – Oscar Wilde (sztuka)
  - The Wrecker – Robert Louis Stevenson

## Urodzili się
- 3 stycznia – J.R.R. Tolkien, brytyjski pisarz fantasy (zm. 1973)
- 4 lutego – Ugo Betti, włoski prozaik i poeta (zm. 1953)
- 22 lutego – Edna St. Vincent Millay, amerykańska poetka, dramaturg (zm. 1950)
- 1 marca – Ryūnosuke Akutagawa, japoński pisarz (zm. 1927)
- 9 marca
  - Vita Sackville-West, angielska poetka, pisarka, ogrodniczka (zm. 1962)
  - Josef Weinheber, austriacki pisarz i poeta (zm. 1945)
- 16 marca – César Vallejo, peruwiański poeta, prozaik i eseista (zm. 1938)
- 20 marca – Jerzy Bohdan Rychliński, polski prozaik marynista, tłumacz literatury anglosaskiej i rosyjskiej (zm. 1974)
- 4 kwietnia – Edith Södergran, fińska poetka (zm. 1923)
- 9 kwietnia – Haruo Satō, japoński pisarz i poeta (zm. 1964)
- maj – Julian Ginsbert, polski inżynier, komandor porucznik Marynarki Wojennej, dziennikarz, pisarz, publicysta i reżyser (zm. 1948)
- 21 maja – John Peale Bishop, amerykański poeta (zm. 1944)
- 29 maja
  - Max Brand, amerykański pisarz i dziennikarz, twórca powieściowych westernów (zm. 1944)
  - Alfonsina Storni, argentyńska poetka (zm. 1938)
- 12 czerwca – Djuna Barnes, amerykańska pisarka modernistyczna (zm. 1982)
- 26 czerwca
  - Pearl S. Buck, amerykańska powieściopisarka i nowelistka, noblistka (zm. 1973)
  - Juš Kozak, słoweński pisarz, eseista i redaktor (zm. 1964)
- 1 lipca – James M. Cain, amerykański dziennikarz i autor prozy kryminalnej (zm. 1977)
- 8 lipca – Richard Aldington, angielski powieściopisarz, poeta i krytyk literacki, twórca imagizmu (zm. 1962)
- 12 lipca – Bruno Schulz, polski prozaik, krytyk literacki, grafik i rysownik (zm. 1942)
- 6 sierpnia – Kazimiera Iłłakowiczówna, polska poetka (zm. 1983)
- 16 września – Werner Bergengruen, niemiecki pisarz (zm. 1964)
- 28 września – Elmer Rice, amerykański dramaturg (zm. 1967)
- 4 października – Robert Lawson, amerykański pisarz i rysownik (zm. 1957)
- 8 października – Marina Cwietajewa, rosyjska poetka (zm. 1941)
- 9 października – Ivo Andrić, jugosłowiański pisarz, noblista (zm. 1975)
- 17 listopada – Galaktion Tabidze, gruziński poeta (zm. 1959)
- 26 grudnia – Štefan Krčméry, słowacki ewangelicki duchowny, poeta, krytyk literacki, tłumacz (zm. 1955)
- 29 grudnia – Richard Atwater, amerykański pisarz i dziennikarz (zm. 1948)

## Zmarli
- 26 marca – Walt Whitman, amerykański poeta (ur. 1819)
- 21 kwietnia – Emelie Tracy Y. Swett, amerykańska poetka (ur. 1863)
- 28 czerwca – Anne Reeve Aldrich, amerykańska poetka i prozaiczka (ur. 1866)
- 15 sierpnia – Josephine Pollard, amerykańska poetka (ur. 1834)
- 8 września – Louisa Jane Hall, amerykańska poetka, dramatopisarka, eseistka i krytyczka literacka (ur. 1802)
- 16 września – Jehuda Lejb Gordon, żydowski poeta i prozaik tworzący po hebrajsku, innowator poezji hebrajskiej (ur. 1830)
- 6 października – Alfred Tennyson, angielski poeta (ur. 1809)
- 21 października – Anne Charlotte Leffler, szwedzka pisarka modernistyczna (ur. 1849 w literaturze)